# Малов, Иван Степанович
Иван Степанович Малов (27 января 1920, Холуй, Владимирская губерния — 15 июня 1986, Москва) — подполковник Советской Армии, участник Великой Отечественной войны, Герой Советского Союза (1945).

## Биография
Иван Степанович Малов родился 27 января 1920 года в крестьянской семье в деревне Холуй Холуйского сельсовета Ждановской волости Вязниковского уезда Владимирской губернии, ныне деревня Октябрьская входит в Паустовское сельское поселение Вязниковского района Владимирской области. Отец Степан Алексеевич (1880—1950), мать Мария Яковлевна (1885—1966).  Иван был единственным сыном в семье.
В 1934 году окончил Холуйскую школу-семилетку, затем окончил школу фабрично-заводского ученичества при речном порте в городе Горьком и работал помощником механика на речном пароходе-углевозе. 
В 1936 году он вернулся домой и 6 сентября устроился на работу слесарем на прядильно-ткацкой фабрике «Октябрьская Революция», уже имея двухлетний стаж работы.
В 1940 году Малов был призван на службу в Рабоче-крестьянскую Красную Армию по повестке Никологорского райвоенкомата от 15 октября 1940 года. После полковой школы стал стрелком башни танка Т-26 в городе Горький, в июле 1941 года направлен на курсы переподготовки на танк Т-34 в городе Нижний Тагил, стал стрелком-радистом.
С марта 1942 года в составе  242-го танкового батальона 28-й танковой бригаде на Калининском фронте Великой Отечественной войны. 1 июля 1942 года в бою за село Горбово танк был подбит, командир танка лейтенант С.К. Тимов погиб, И.С. Малов ранен. В конце июля он вернулся в бригаду. 16 августа 1942 года освободили село Исаково и вышли на окраину посёлка Аэродром, где танк был подбит, И.С. Малов получил тяжёлое ранение и отправлен в госпиталь в городе Молотов (ныне Пермь). В марте 1943 года после медкомиссии Малова направили в Сталинградское военное танковое училище, где обучался по специальности «командир танка». В апреле 1944 года, после окончания училища младший лейтенант И.С. Малов назначен командиром танка в 89-й танковой бригаде 1-го танкового корпуса.
В бою 3 июля 1944 года на шоссе Глубокое – Дуниловичи танк Малова был подбит, и командир был ранен в ногу и голову. В сентябре 1944 года младшему лейтенанту Малову дали экипаж в 3-м батальоне старшего лейтенанта В.И. Кожихина.
С 1945 года член ВКП(б), в 1952 году партия переименована в КПСС.
К январю 1945 года младший лейтенант Иван Малов командовал танком Т-34 89-й танковой бригады 1-го танкового корпуса 3-го Белорусского фронта. Отличился во время боёв в Восточной Пруссии. 22 января 1945 года экипаж Малова успешно осуществил захват заминированного моста через реку Прегель (ныне — Преголя) в районе посёлка Талпакен (ныне — Талпаки Гвардейского района Калининградской области), после чего двадцать часов отражал немецкие контратаки, удержав мост до подхода всей бригады.
Указом Президиума Верховного Совета СССР от 24 марта 1945 года за «образцовое выполнение боевых заданий командования на фронте борьбы с немецкими захватчиками и проявленные при этом мужество и героизм» лейтенант Иван Малов был удостоен высокого звания Героя Советского Союза с вручением ордена Ленина и медали «Золотая Звезда» за номером 6193.
В апреле — мае 1945 года лейтенант Малов участвовал в боях Земландской наступательной операции, его взвод одним из первых вошёл в город Фишхаузен (ныне Приморск) на берегу Балтийского моря.
После окончания войны Малов учился на Командном факультете Военной ордена Ленина академии бронетанковых и механизированных войск Красной Армии имени И. В. Сталина. Затем продолжил службу в Советской Армии в должности командира танковой роты в 192-го танко-самоходного полка 342-й стрелковой дивизии Дальневосточного военного округа. С 1951 года служил командиром танковой роты и батальона 230-го механизированного полка 73-й механизированной дивизии Южно-Уральского военного округа в городе Чкалов (ныне Оренбург).
В августе 1952 года получил третий спортивный разряд по стрельбе.
В 1961 году в звании подполковника он был уволен в запас. Проживал в Москве, работал на одном из столичных предприятий. Персональный пенсионер Союзного значения.
Иван Степанович Малов скончался 15 июня 1986 года. По просьбе родственников было принято решение захоронить урну с прахом покойного в нише обелиска на площади в деревни Октябрьской Вязниковского района Владимирской области. Похороны состоялись 25 июля 1986 года.

## Награды
- Герой Советского Союза, 24 марта 1945 года[6]
  - Медаль «Золотая Звезда» № 6193
  - орден Ленина
- Орден Отечественной войны I степени, 6 апреля 1985 года[7]
- Орден Отечественной войны II степени, 2 июня 1945 года[8]
- Орден Красной Звезды, 30 апреля 1954 года
- медали, в т.ч[2].
  - Медаль «За боевые заслуги», 17 мая 1951 года
  - Медаль «За победу над Германией в Великой Отечественной войне 1941—1945 гг.», 26 июня 1945 года[9] и 27 сентября 1945 года[10][11]
  - Медаль «За взятие Кёнигсберга»
  - Медаль «За безупречную службу» I степени, 10 января 1961 года

## Память
- Мемориальная доска на доме где родился и жил, д. Октябрьская, ул. Советская, 28. Установлена в начале 2014 года.
- Мемориальная доска установлена Российским военно-историческим обществом на здании Октябрьской школы № 2 Вязниковского района, где он учился.
- В пионерской организации Октябрьской школы один из отрядов носил имя героя Ивана Степановича Малова.